# Mehdi Qoli Hedayat
Mehdi Qoli Hedayat (in persiano مهدی‌قلی هدایت‎), noto anche come Mokhber-ol Saltaneh (in persiano مخبرالسلطنه‎) (Teheran, 1863 – Teheran, 21 settembre 1955) è stato un politico iraniano, primo ministro dell'Iran dal 1927 al 1933.
Fu autore di numerosi libri sulla musica iraniana, sull'educazione moderna, sulla poesia, sull'attualità e, in particolare, scrisse un libro di memorie sul suo mandato politico sotto gli ultimi 6 re dell'Iran.

## Primi anni di vita
Era il terzo figlio di Ali Qoli Khan, “Mokhber-ol Douleh I” e nipote di Reza-Qoli Khan Hedayat (storico dell'era Qajar e direttore del primo istituto politecnico iraniano, il Dar-ol Fonun di Teheran).
Mehdi Qoli Hedayat ricevette un'ampia istruzione tradizionale, compresi corsi di scienza occidentale. Nel 1878 fu mandato a Berlino per visitare una scuola. Anche se lasciò presto la scuola per l'insegnamento privato, il suo soggiorno in Germania (dalla quale ritornò, parlando correntemente il tedesco, nel 1879) fu un'esperienza formativa nella sua futura percezione dell'influenza occidentale sulla cultura iraniana.

## Era Qajar
Nel 1885 Hedayat insegnò al Dar-ol Fonun e fu nominato servitore capo speciale (pishkhedmat-e khass) da Naser al-Din Shah Qajar nel 1893. Dopo la morte di suo padre nel 1897, Mozaffar ad-Din Shah Qajar conferì a Hedayat il titolo di Mokhber-os Saltaneh e accompagnò il sovrano come interprete tedesco nel suo viaggio in Europa nel 1901.
Dopo un anno Hedayat ritornò in Iran e lavorò come traduttore presso la corte imperiale, influenzando la concessione della costituzione da parte di Mozaffar-ol Din Shah nel 1906. In precedenza, essendo membro della cerchia vicina a Mirza Ali Asghar Khan Amin al-Sultan, un influente aristocratico e più volte primo ministro dell'Iran, si unì al suddetto in un giro del mondo nel 1903, diventando uno dei primi iraniani nei tempi moderni a visitare l'Estremo Oriente russo, la Cina imperiale, il Giappone Meiji, le Hawaii e gli Stati Uniti. L'intenzione del viaggio era quella di raggiungere la Mecca per eseguire l'Hajj, anche se attraverso un percorso esotico. Registrò meticolosamente gli eventi n un diario di viaggio che fu successivamente pubblicato a Teheran. Al suo ritorno, dopo aver servito brevemente come governatore generale dell'Azerbaigian nel 1908, fu nominato governatore dell'Azerbaigian dal 1909 fino alle sue dimissioni nell'agosto 1911 a causa delle pressioni russe sul governo centrale di Teheran. In qualità di governatore generale della provincia di Fars nel 1912, il governo centrale dovette cedere alle insistenze britanniche per sostituirlo e richiamò Hedayat il 13 settembre 1915.
In qualità di ministro della Giustizia, dell'Interno, della Pubblica Istruzione, delle Finanze e dei Lavori Pubblici, Hedayat fu a capo di numerosi ministeri in diversi gabinetti di breve durata.

## Era di Rezā Shāh
Nel 1926 Mostowfi divenne primo ministro per la sesta volta. Hedayat fu nominato ministro del Commercio e incaricato dei benefici pubblici e dell'arte politica; in seguito fu eletto presidente della Corte suprema sotto Ali Akbar Davar, ministro della Giustizia. Hedayat servì per quasi sei anni e mezzo come primo ministro di Rezā Shāh Pahlavi; il suo mandato fu conservatore (gettando le basi per la dittatura) e fu licenziato nel settembre 1933.
Hedayat morì il 21 settembre 1955 all'età di 92 anni.